# ازدواج همجنس در باخا کالیفرنیا سور
ازدواج همجنس در ایالت باخا کالیفرنیا سور در تاریخ ۲۹ ژوئن ۲۰۱۹ قانونی شد. در ۲۷ ژوئن، کنگره ایالتی قانونی را تصویب کرد که ازدواج همجنس‌ را قانونی می‌کرد. کمی بعد لایحه توسط فرماندار امضا شد و از ۲۹ ژوئن لازم‌الاجرا شد.

## تاریخچه
در ۹ آوریل ۲۰۱۰، سازمان جامعه کالیفرنیای جنوبی در تنوع جنسی اصلاحاتی را در قانون مدنی باخا کالیفرنیا سور برای اجازه ازدواج و فرزندخواندگی زوج‌های همجنس پیشنهاد کرد. طی سال‌های بعد کنگره هیچ اقدامی انجام نداد، زیرا سیاستمداران محلی موضوع را تغییر داده و گفتند که باید با مردم مشورت شود. حتی پس از اعطای آمپارو جمعی، اعضای کنگره محلی گفتند که دربارهٔ موضوع ازدواج همجنس بحث نشده و در دستور کار قانون گذاری نبوده‌است.
در ۲۵ مارس ۲۰۱۵، رئیس دادگاه عالی باخا کالیفرنیا سور پیشنهادی را برای قانونی کردن ازدواج همجنس به کنگره تحویل داد. در ۱۵ آوریل، یک عضو کنگره به رسانه‌ها گفت که تجزیه و تحلیل این پیشنهاد در ماه مه آغاز می‌شود. در ۱۷ مه ۲۰۱۶، روز جهانی مبارزه با همجنس‌گراهراسی، تراجنس‌هراسی و دوجنس‌گراهراسی، یک نماینده کنگره اعلام کرد که این پیشنهاد قبل از ۳۰ ژوئن توسط کنگره ایالتی رأی خواهد گرفت. وی همچنین اظهار داشت که حزب اقدام ملی موافق اصلاح قانون مدنی است تا اجازه قانونی شدن ازدواج همجنس را بدهد. با این حال هیچ رأی‌گیری برگزار نشد و این پیشنهاد در «فریزر قانونگذاری» قرار گرفت.
انتخابات ژوئیه ۲۰۱۸ منجر به کسب اکثریت کرسی‌های قانونگذاری توسط جنبش ملی احیا و دیگر احزاب طرفدار ازدواج همجنس در باجا کالیفرنیا سور شد. در سپتامبر ۲۰۱۸، چندین نماینده قول دادند که طرح ازدواج همجنس را که توسط کنگره تصویب شده‌است، را بپذیرند. در ۲۷ ژوئن ۲۰۱۹، کنگره ایالتی لایحه قانونی کردن ازدواج همجنس را با رأی ۱۴ به ۵ و یک رای ممتنع تصویب کرد. این لایحه در همان روز توسط فرماندار کارلوس مندوزا دیویس امضا شد و در ۲۸ ژوئن در روزنامه رسمی منتشر شد. این قانون از روز بعد اجرایی شد.
ماده ۱۵۰ قانون مدنی باخا کالیفرنیا سور اکنون به شرح زیر است:
- ازدواج اتحاد آزاد دو فرد برای تحقق زندگی است، اتحادی که در آن دو نفر به دنبال احترام، برابری و کمک متقابل، از طریق زندگی مشترک خانوادگی و جنسی هستند.

## افکار عمومی
نظرسنجی سال ۲۰۱۷ که توسط دفتر ارتباطات راهبردی انجام شد نشان داد که ۵۹٪ ساکنان باخا کالیفرنیا سور از ازدواج همجنس‌ حمایت می‌کردند و ۳۶٪ هم مخالف بودند.
طبق نظرسنجی سال ۲۰۱۸ مؤسسه ملی آمار و جغرافیا، ۴۲٪ از افراد باخا کالیفرنیا سور مخالف ازدواج همجنس‌ هستند.